# 尼納維尤 (科羅拉多州)
尼納維尤（英語：Ninaview）是位於美國科羅拉多州本特縣的一個非建制地區。該地的面積和人口皆未知。

## 地理
尼納維尤的座標為37°38′52″N 103°14′25″W / 37.64778°N 103.24028°W，而該地的平均海拔高度為1331米（即4432英尺）。